# Hubert Laws
Hubert Laws (Houston, 10 de novembro de 1939) é um flautista norte americano com  mais de 50 anos de carreira no jazz, música clássica, e outros gêneros musicais. Laws é um músico extremamente talentoso, e é um dos poucos artistas clássicos que também domina jazz, pop, e Rhythm and blues; transitando facilmente de um repertório para outro.

## Biografia
Hubert Laws, Jr. nasceu em 10 de novembro de 1939, na cidade de Houston, Texas, o segundo de oito filhos do Sr. Hubert Laws e Sra. Miola Luverta Donahue. Muitos de seus irmãos também entraram na indústria da música, inclusive o saxofonista Ronnie Laws e os vocalistas Eloise, Debra e Johnnie Laws. Ele começou a tocar flauta na escola depois de voluntariado para substituir regularmente a flautista da orquestra da escola. Ele tornou-se adepto da improvisação jazzística tocando em um grupo de jazz de Houston, o Swingsters, que eventualmente evoluiu para Modern Jazz Sextet, Night Hawks, e Crusaders. Aos 15 anos de idade, foi um membro da primeira formação do Jazz Crusaders enquanto estava no Texas (1954–1960), e também tocou música clássica durante esses anos.

### Juilliard e a música clássica
Ganhou uma bolsa para estudar na Escola de Música Julliard em Nova York em 1960, estudou música em sala de aula e com o grande flautista Julius Baker, e tocou na New York Metropolitan Opera Orchestra(membro) e na Orquestra Filarmônica de Nova York de 1969–72. Nesse período, suas interpretações de composições clássicas de Gabriel Faure, Stravinsky, Debussy, e Bach em 1971 gravando Rite of Spring—com uma secção de cordas e jazzistas, tais como Airto Moreira, Jack DeJohnette, Bob James, e Ron Carter—lhe rendeu espectadores aficcionados da música clássica. Ele voltou a este gênero, em 1976, com uma gravação de Romeo e Juliet de Tchaikovsky.

### Jazz
Enquanto estava na Julliard, Laws tocou flauta na noite com vários artistas, inclusive Mongo Santamaria, de 1963-67. Em 1964 começou a gravar como bandleader para o selo Atlantic, e lançou os álbuns The Laws of Jazz, Flute By-Laws, e Laws Cause. Participou como convidado em álbuns de Ashford and Simpson, Chet Baker, and George Benson. Também gravou com o jovem irmão Ronnie Laws o álbum The Laws nos anos setenta, um tesouro para aficcionados em jazz. Também tocou flauta no álbum Free Will de Gil Scott-Heron em 1972, que marcou o poema "A revolução não será televisionada". Durante os anos setenta foi membro do New York Jazz Quartet.
Nos anos noventa retomou sua carreira, tocando em 1991 Spirituals in Concert, gravado pelas cantoras de Ópera Kathleen Battle e Jessye Norman. Seus álbuns pela gravadora Masters Music - My Time Will Come (1990) e, mais particularmente, Storm Then the Calm (1994) - são considerados pelos críticos como um retorno à forma que ele apresentou em 1970 nos seus primeiros álbuns. Ele também gravou um álbum em homenagem ao pianista e vocalista Nat King Cole, Hubert Laws Remembers the Unforgettable Nat King Cole, que recebeu elogios da crítica. Entre os muitos artistas com quem ele tocou e gravou estão Milton Nascimento, Herbie Hancock, McCoy Tyner, Nancy Wilson, Quincy Jones, Paul McCartney, Paul Simon, Aretha Franklin, Ella Fitzgerald, Sarah Vaughn, Lena Horne, Leonard Bernstein, James Moody, Jaco Pastorius, Sergio Mendes, Bob James, Carly Simon, George Benson, Clark Terry, Stevie Wonder, J. J. Johnson, e The Rascals.
O vídeo de 2006, Hubert Laws Live 30-year Video Retrospective, disponível somente em hubertlaws.com, inclui "Red Hot & Cool" com Nancy Wilson, performance no Brazil, apresentação no Johnny Carson Show, performance no Japan, e performance na Alemanha.

## Prêmios e homenagens
Grammys:
- Vitórias:
- Indicações: 3[4]

| História de Hubert Laws no Grammy Awards |                                                |                  |        |           |           |
| Ano                                      | Categoria                                      | Título           | Gênero | Gravadora | Resultado |
| 1979                                     | Melhor Performance Rhythm & Blues Instrumental | Land of Passion  | Jazz   | Columbia  | Candidato |
| 1974                                     | Best Jazz Performance - Solista                | In the Beginning | Jazz   | CTI       | Candidato |
| 1973                                     | Melhor Jazz Performance - Solista              | Morning Star     | Jazz   | CTI       | Candidato |

## Discografia

### Como líder
| Ano  | Título                                                          | Gênero              | Gravadora          | Notas |
| ---- | --------------------------------------------------------------- | ------------------- | ------------------ | ----- |
| 1964 | The Laws of Jazz / Flute By-Laws                                | Jazz                | Atlantic           |       |
| 1969 | Crying Song                                                     | Jazz                | CTI                |       |
| 1970 | Afro-Classics                                                   | Jazz                | CTI                |       |
| 1970 | The Best of Hubert Laws (Reissue 1990)                          | Jazz                | Sony               |       |
| 1971 | The Rite of Spring                                              | Classical           | CTI                |       |
| 1972 | Wild Flower                                                     | Jazz                | Atlantic           |       |
| 1973 | Carnegie Hall                                                   | Jazz                | CTI                |       |
| 1974 | In the Beginning                                                | Jazz                | CTI                |       |
| 1975 | Chicago Theme                                                   | Jazz                | King               |       |
| 1975 | The San Francisco Concert                                       | Jazz                | CTI                |       |
| 1976 | Romeo & Juliet                                                  | Soul Jazz/Jazz Funk | CTI                |       |
| 1978 | Say It With Silence                                             | Jazz                | Columbia           |       |
| 1978 | Land of Passion                                                 | Jazz                | Columbia           |       |
| 1980 | Family                                                          | Jazz                | Columbia           |       |
| 1980 | Hubert Laws and Earl Klugh: How to Beat the High Cost of Living | Jazz                | Columbia           |       |
| 1983 | Make It Last                                                    | Jazz                | Columbia           |       |
| 1990 | My Time Will Come                                               | Jazz                | Music Masters Jazz |       |
| 1994 | Storm Then the Calm                                             | Jazz                | Music Masters Jazz |       |
| 1998 | Hubert Laws Remembers the Unforgettable Nat "King" Cole         | Pop                 | RKO/Unique         |       |
| 2002 | Baila Cinderella                                                | Jazz, Latin jazz    | Scepterstein       |       |
| 2004 | Moondance                                                       | Jazz                | Savoy Jazz         |       |
| 2005 | Hubert Laws Plays Bach for Barone & Baker                       | Classical           | Denon Records      |       |
| 2006 | Hubert Laws Live - 30-year Video Retrospective                  | Jazz                | Spirit Productions |       |
| 2009 | Flute Adaptations of Rachmaninov & Barber                       | Classical           | Spirit Productions |       |

### Como sideman
com Gary McFarland
- America The Beautiful, Am Account of its Disappearance (1968)

com Walter Wanderley
- When It Was Done (1968)
- Moondreams (1969)

com Quincy Jones
- Walking In Space (1969)

com George Benson
- Tell It Like It Is (1969)
- The Other Side of Abby Road (1969)
- White Rabbit (1972)
- Good King Bad (1975)
- In Concert - Carnegie Hall (1978)
- Pacific Fire (1983)

com Randy Weston
- Blue Moses (1972)

com Freddie Hubbard
- First Light (1971)
- Skydive (1972)

com Ron Carter
- Uptown Conversation (1970)
- Blues Farm (1973)
- Spanish Blue (1975)

com McCoy Tyner
- La Leyenda de La Hora (1981)

com Chet Baker
- She Was Good to Me (1972)
- Studio Trieste (1982)

com Chick Corea
- The Complete "IS" Sessions (1969)
- Tap Step (1980)

com Alphonse Mouzon
- Morning Sun (1981)

com Stanley Turrentine
- If I Could (1993)